# Hôtel Bouscarat
Hôtel Bouscarat nebo také Hôtel du Tertre byl podnik z počátku 20. století v Paříži na Montmartru, kde se setkávali umělci.

## Historie
Na rohu rue du Mont-Cenis a Place du Tertre na konci 19. století založil podnikatel Bouscarat malou hotelovou restauraci.
Hôtel Bouscarat přitahoval umělce jako byli Degas, Puvis de Chavannes, Toulouse-Lautrec nebo Picasso.
Mezi obyvateli byli Erik Satie, Amedeo Modigliani, Pierre Mac Orlan, Gaston Couté, Max Jacob nebo Francis Carco.
Bouscarat hotel prodal a na konci 30. let jej nahradila cihlová budova s kamennými obklady. V jeho přízemí se nachází restaurace La Bohème.